# Токката для фортепиано с оркестром
Токката для фортепиано с оркестром — сочинение Отторино Респиги, написанное в 1928 году. В августе композитор, проводивший лето на Капри, завершил работу над произведением, а 30 ноября исполнил его премьеру в ходе своих гастролей в США, в нью-йоркском Карнеги-холле, с Нью-Йоркским филармоническим оркестром под управлением Виллема Менгельберга. Сочинение получило посвящение музыкальному продюсеру Уильяму Мюррею (1889—1949), организатору этих гастролей, и его итальянской жене Наталии Данези Мюррей. В 1929 году Токката была издана миланским музыкальным издательством Ricordi, одновременно было опубликовано переложение для двух фортепиано, выполненное Сальваторе Мессиной.
Токката звучит около 25 минут, что делает её одним из самых продолжительных произведений с таким жанровым обозначением. Произведение состоит из трёх частей, исполняемых без перерыва:
1. Prelude
2. Adagio
3. Allegro vivo

Все три части написаны в ре миноре. Сам автор указал на органные токкаты Джироламо Фрескобальди как на свой жанровый ориентир; пианист Джеффри Тозер, первым записавший Токкату в 1994 году, указывает также на концерты Антонио Вивальди, Арканджело Корелли и Бенедетто Марчелло как на источник вдохновения композитора. Тозер сопоставляет Токкату с написанным несколько раньше Концертом в миксолидийском ладу, указывая на сходство общей структуры: раздольное (англ. broad) вступление, затем очень медленная часть и наконец энергичное разрешение напряжения. На своеобразные мутации барочной музыки в Токкате Респиги указывает и пианист Константин Щербаков, также записавший это произведение.
Знаменательным событием стало исполнение Токкаты в 1937 году в Бостоне, при котором Димитрис Митропулос выступил одновременно как солист и дирижёр.